# Gregersö
Gregersö är en halvö i Möckelö by i Jomala på Åland. Gregersö ligger vid Svibyvikens västra strand. Här finns Gregersö lägergård som ägs av Jomala församling.
Söder om Gregersö finns ön Lagneskär som skiljs av det trånga sundet Lagneskärssund.